# 西港镇 (修水县)
西港镇，是中华人民共和国江西省九江市修水县下辖的一个乡镇级行政单位。

## 行政区划
西港镇下辖以下地区：
西港街社区、佛坳村、周家庄村、堰上村、修口村、马祖湖村、东山村、楼前村、西港村、湾头村和占坊村。